# Odznaka Krajoznawcza PTTK „Serce serc” – Śladami Bolesława Prusa
Odznaka Krajoznawcza PTTK „Serce serc” – Śladami Bolesława Prusa – odznaka ustanowiona w 2007 roku i nadawana przez Oddział Wolski PTTK im. gen. Józefa Sowińskiego w Warszawie w celu popularyzacji wiedzy i miejsc związanych z życiem i działalnością Bolesława Prusa.

## Historia
Odznaka została ustanowiona z okazji przypadającej w 2007 roku – 160. rocznicy urodzin Bolesława Prusa właśc. Aleksandra Głowackiego (1847–1912) oraz 120. rocznicy wydrukowania w „Kurierze Codziennym” pierwszego odcinka Lalki i jest nadawana przez Oddział Wolski PTTK im. gen. Józefa Sowińskiego w Warszawie. Celem Odznaki jest popularyzacja wiedzy i miejsc związanych z życiem i działalnością Bolesława Prusa – wybitnego prozaika, nowelisty i publicysty okresu pozytywizmu, współtwórcy polskiego realizmu, kronikarza Warszawy, myśliciela i popularyzatora wiedzy, społecznika, a także propagatora turystyki pieszej i rowerowej oraz wielkiego przyjaciela dzieci.
Mottem odznaki są słowa Bolesława Prusa: „Prawdziwy patriotyzm nie tylko polega na tym, ażeby kochać jakąś idealną ojczyznę, ale – ażeby kochać, badać i pracować dla realnych składników tej ojczyzny, którymi są ziemia, społeczeństwo, ludzie i wszelkie ich bogactwa”.

## Stopnie odznaki
Odznaka ma trzy stopnie, które można uzyskać jedynie w podanej kolejności:
- Brązowa,
- Srebrna,
- Złota.

## Warunki zdobywania
O odznakę może ubiegać się każdy kto ukończył 7 lat, również nie będąc członkiem PTTK. Odznakę zdobywa się odwiedzając określone miejsca związane z osobą Bolesława Prusa uczestnicząc w indywidualnych i rodzinnych wędrówkach oraz imprezach turystyczno-krajoznawczych. Punkty na Odznakę można zdobywać w czasie wycieczek pieszych, kolarskich, motorowych oraz autokarowych.
Podstawą przyznania odznaki jest zwiedzenie ustalonej dla danego stopnia odznaki liczby miejscowości wymienionych w wykazie stanowiącym załącznik do regulaminu, w tym obowiązkowo miejscowości szczególnie związanych z osobą patrona odznaki: Hrubieszów, Nałęczów, Warszawa (po jednej na każdy stopień odznaki) oraz zdobycie wymaganej liczby punktów za poznanie obiektów podczas zwiedzania wybranych miejscowości. Kolejność i dobór zwiedzanych obiektów jest dowolna. Regulamin odznaki dopuszcza zaliczenie na odznakę również miejscowości i obiektów nie ujętych w wykazie, pod warunkiem udokumentowania ich związku z osobą Bolesława Prusa.

## Kanon Krajoznawczy Odznaki
Do regulaminu odznaki został dołączony „Kanon Krajoznawczy” z wykazem miejscowości, miejsc i obiektów wymaganych do zdobycia poszczególnych stopni odznaki. Miejscowości, miejsca i obiekty podzielono na 8 grup:
- I. Szlak im. Bolesława Prusa
- II. Ścieżka literacka Lalki Bolesława Prusa w Warszawie
- III. Miejscowości i obiekty zagraniczne
- IV. Miejscowości i obiekty w Polsce
- V. Pomniki Bolesława Prusa
- VI. Szkoły im. Bolesława Prusa
- VII. Inne obiekty im. Bolesława Prusa
- VIII. Filmy nakręcone na podstawie utworów Bolesława Prusa (na stopień złoty odznaki)[a]

Autorem regulaminu i „Kanonu Krajoznawczego” oraz wszystkich wizerunków graficznych odznaki jest Roman Henryk Orlicz – Instruktor Krajoznawstwa Polski (IKP).